# Horsens Kraftvarmeværk
Horsens Kraftvarmeværk er et kraftvarmeværk beliggende i Horsens i Østjylland. Det er et forbrændingsanlæg, som kan drives med naturgas. Kraftvarmeværket udnytter indtil 90-95% af energien i det fossile brændsel.  
Anlægget blev færdigbygget i 1992. Det har en maksimal kapacitet på 35 MW elektricitet og 45 MJ/sek fjernvarme, hvilket er nok til at dække behovet for fjernvarme til 12.000 boliger og elektricitetsbehovet for 40.000 husholdninger. Årsproduktionen i 2006 var 124 GWh strøm og 886 TJ varme. 
DONG Energy solgte i August 2013 værket, til fjernevarmeværkerne i Dagnæs og Horsens, for 89 mio. 
Fjernvarmen leveres til fordelingscentralerne i Horsens by og Dagnæs-Bækkelund.

## Produktionskilder
Energien på Horsens Kraftvarmeværk bliver primært produceret ved hjælp af afbrænding.
| Energikilder, Varme        |     | 2016-2017 | 2017-2018 | 2018-2019 | 2019-2020 | 2020-2021 |
| Affald                     | MWh | 239.934   | 219.045   | 195.867   | 197.012   | 194.271   |
| Flis                       | MWh | 0         | 89.775    | 139.293   | 151.837   | 161.805   |
| Hamlet - overskudsvarme    | MWh |           |           |           | 29.343    | 44.203    |
| El-kedel                   | MWh |           |           |           |           | 9.463     |
| Træpiller                  | MWh | 745       | 637       | 600       | 1.524     | 2.120     |
| Naturgas                   | MWh | 99.869    | 50.239    | 29.258    | 29.863    | 61.895    |
| Fyringsolie                | MWh | 0         | 740       | 1.908     | 891       | 759       |
| Købt varme                 | MWh | 660       | 753       | 756       | 757       | 731       |
| Sum                        | MWh | 341.208   | 361.189   | 367.682   | 411.227   | 475.247   |
|                            |     |           |           |           |           |           |
| Energikilder, Elektricitet |     | 2016-2017 | 2017-2018 | 2018-2019 | 2019-2020 | 2020-2021 |
| Affald                     | MWh | 42.586    | 46.184    | 43.811    | 45.183    | 41.873    |
| Naturgas                   | MWh | 16.992    | 11.306    | 9.608     | 10.128    | 27.106    |
| Sum                        | MWh | 59.578    | 57.490    | 53.419    | 55.311    | 68.979    |

Affaldet der brændes af er 75% Dansk og resten er importeret fra Island (12%), Tyskland (7%), England (4%) og Italien (2%).[kilde mangler]